# Ка Барбијери (Павија)
Ка Барбијери је насеље у Италији у округу Павија, региону Ломбардија.
Према процени из 2011. у насељу је живело 13 становника. Насеље се налази на надморској висини од 320 м.